# Rietavas
Rietavas (samogitiska: Rėitavs) är en ort i Litauen.   Den ligger i kommunen Rietavo savivaldybė och länet Telšiai län, i den västra delen av landet, 240 km nordväst om huvudstaden Vilnius. Rietavas ligger 104 meter över havet och antalet invånare är 3 737.
Terrängen runt Rietavas är mycket platt. Runt Rietavas är det ganska glesbefolkat, med 34 invånare per kvadratkilometer. Rietavas är det största samhället i trakten. Omgivningarna runt Rietavas är en mosaik av jordbruksmark och naturlig växtlighet.